# أحمد حلمي الفيلبي
أحمد حلمي الفيليبي (1865-1914) كان كاتبًا ومفكرًا صوفيًا باللغة التركية العثمانية. وباعتباره صوفيًا، فقد تأثرت أفكاره بالفكر الصوفي، وتحديدًا وحدة الوجود، بشكل كبير. كما كان يؤيد أسلوب التفكير المناهض للمادية، وكان منافسًا قويًّا للكتاب والمفكرين الماديين المعاصرين له.

## السيرة
ولد في بلوفديف (فيليبي)، حيث كان والده سليمان بك قنصلًا . ومن هنا جاء لقبه شهبندارزاده، والذي يعني "ابن القنصل". تلقى تعليمه الأول على يد مفتي بلوفديف، ثم انتقل إلى إزمير مع عائلته. وفي وقت لاحق التحق بمدرسة جالاتاسراي الثانوية. وبعد انتهاء دراسته، بدأ العمل كموظف حكومي في بيروت. بسبب مشكلة سياسية هرب من بيروت إلى مصر. وفي عام 1901 عاد إلى إسطنبول، ولكن اُعتُقل لاحقًا ونُفي إلى فزان (اليوم في ليبيا). وهنا ازداد اهتمامه بالتصوف، فأصبح يؤمن بالفكر الصوفي القائم على وحدة الوجود. وقد أدى دخوله إلى التصوف إلى تغيير آرائه بشكل كبير، ويبدو تأثير التصوف على أعماله واضحًا جدًّا.
وفي عام 1908، وبعد إعلان الحكومة الدستورية ( المشروتية )، عاد إلى إسطنبول؛ حيث بدأ بنشر صحيفة أسبوعية باسم "الاتحاد الإسلامي". ولكن الصحيفة لم تستطع الاستمرار لفترة طويلة فبدأ بالكتابة في بعض الصحف الأخرى. وفي عام 1910 بدأ بنشر صحيفة أسبوعية أخرى باسم "حكمت" (الحكمة). وفي العام نفسه، أسس دار نشر باسم "حكمة مطبوعات إسلامية" ("الحكمة للنشر الإسلامي")، والتي نشرت في الغالب أعمالًا حول الفكر الإسلامي.
بدأ بفكره الفريد في انتقاد جمعية الاتحاد والترقي ، وخاصة في صحيفته الحكمة، التي تحولت من أسبوعية إلى يومية بحلول عام 1911.
وبسبب أفكاره وجهوده الكبيرة في نشرها حُظرَت صحيفته الحكمة ودار النشر التي يملكها، ونُفي إلى بورصة. ومع ذلك، بعد انتهاء منفاه، بدأ في نشر الحكمة مرة أخرى. ونتيجة لأفكاره، التي لم تكن قريبة من أي مجموعة سياسية كبيرة في ذلك الوقت، لم تتمكن صحيفته من الاستمرار في النشر لفترة طويلة. تحفته الأدبية هي روايته الشهيرة "أعماق الخيال" والتي تتحدث عن وحدة الوجود .
كتب العديد من المقالات، أغلبها إسلامية ومعادية للمادية، كما نشر مجلة فكاهية اسمها تقويم كوسكون (بالتركية الحديثة: Coşkun Kalender) . إلى جانب كونه كاتبًا، عمل أيضًا مُدرسًا للفلسفة في دار الفنون (جامعة إسطنبول).
توفي في تشرين الأول 1914 بسبب التسمم. ليس من الواضح تمامًا ما إذا كانت جريمة قتل أم لا، ومع ذلك هناك نظرية مؤامرة منتشرة على نطاق واسع مفادها أن الماسونيين أو جهة خفية سممته، الذين كانوا منافسيه المعروفين. هذه نظرية المؤامرة ليس لها أي دليل.

## أعماق الخيال
"أعماق حيال" هو العمل الصوفي الرائع لأحمد حلمي من فيليبي. "أعماق الخيال" هي رواية كتبت سنة 1913، وموضوعها عقيدة وحدة الوجود الصوفية. وكان أحمد حلمي نفسه من أتباع وحدة الوجود المتشددة.
في إطار القصة الروائية، يحاول راسي الشاب، بطل الرواية، العثور على إجابات لأسئلته حول الحياة، والتي معظمها مشاكل وجودية في المقام الأول. ويحاول العثور على الإجابات في العلم والفلسفة والدين. ولكنه لم يتمكن من العثور على أي إجابة ترضيه. في هذه المرحلة يلتقي بأينالي بابا، وهو صوفيّ يشبه الدراويش. فيجتمعون كل يوم، وخلال اجتماعاتهم، ينام راسي ويحلم بعوالم ومواقف خيالية. كل حلم أو خيال يدل على جانب من الفكر الصوفي، وتحديدا وحدة الوجود.

## روابط خارجية
- "شهبندرزاده فيليبيلي أحمد حلمي" من موقع وزارة الثقافة والسياحة في جمهورية تركيا
- "Aşk Defterleri" بياز عارف أكباش، Yalnızgöz Yayınları؛2010